# Waalse Pijl 1937
De tweede editie van de Belgische wielerwedstrijd de Waalse Pijl werd gehouden op zondag 2 mei 1937. Het parcours had een lengte van 280 kilometer. Dit was een uitbreiding van 44 kilometer ten opzichte van de eerste editie. De renners waren ook ruim twee uur langer onderweg dan vorig jaar.
De startplaats Doornik bleef ongewijzigd. De finish was verplaatst van Luik naar Ans.

## Koersverloop
De Belgische renner Adolphe Braeckeveldt won deze tweede editie. Hij ontsnapte iets over de helft van de rit. Na zo'n veertig kilometer solo te hebben gereden, werd hij bijgehaald door zijn landgenoot Marcel Kint. Samen reden ze naar de finish waar Braeckeveldt de eindsprint met zes seconden verschil won.
Op iets meer dan zeven minuten kwam Albert Perikel als nummer drie over de finish. De top tien bestond, net als in de eerste editie, geheel uit Belgische renners. De 24-jarige Braeckeveldt won twee weken later ook de Ronde van België.

## Uitslag
| Waalse Pijl 1937 |                      |                                |          |
| Plaats           | Naam                 | Ploeg                          | Tijd     |
| Winnaar          | Adolphe Braeckeveldt | Helyett-Splendor-Hutchinson    | 9u18'06" |
| 2                | Marcel Kint          | F.Pélissier-Mercier-Hutchinson | + 6"     |
| 3                | Albert Perikel       | Colin-Wolber                   | + 7'02"  |
| 4                | René Walschot        | JB Louvet-Wolber               | + 7'26"  |
| 5                | Marcel Van Houtte    | Alcyon-Dunlop                  | + 7'44"  |
| 6                | Frans Bonduel        | Dilecta-Wolber                 | z.t.     |
| 7                | Camiel Michielsens   | Colin-Wolber                   | z.t.     |
| 8                | Henri Garnier        | France Sport-Dunlop            | z.t.     |
| 9                | Georges Christiaens  | F.Pélissier-Mercier-Hutchinson | z.t.     |
| 10               | Jef Moerenhout       | Dilecta-Wolber                 | + 15'34" |

1936 · 1937 · 1938 · 1939 · 1940 · 1941 · 1942 · 1943 · 1944 · 1945 · 1946 · 1947 · 1948 · 1949 · 1950 · 1951 · 1952 · 1953 · 1954 · 1955 · 1956 · 1957 · 1958 · 1959 · 1960 · 1961 · 1962 · 1963 · 1964 · 1965 · 1966 · 1967 · 1968 · 1969 · 1970 · 1971 · 1972 · 1973 · 1974 · 1975 · 1976 · 1977 · 1978 · 1979 · 1980 · 1981 · 1982 · 1983 · 1984 · 1985 · 1986 · 1987 · 1988 · 1989 · 1990 · 1991 · 1992 · 1993 · 1994 · 1995 · 1996 · 1997 · 1998 · 1999 · 2000 · 2001 · 2002 · 2003 · 2004 · 2005 · 2006 · 2007 · 2008 · 2009 · 2010 · 2011 · 2012 · 2013 · 2014 · 2015 · 2016 · 2017 · 2018 · 2019 · 2020 · 2021 · 2022 · 2023 · 2024 · 2025 · 2026
Lijst van beklimmingen